# Маркус, Сергей Владимирович
Серге́й Влади́мирович Ма́ркус (род. 26 сентября 1955, Петропавловск-Камчатский, СССР) — советский и российский диссидент, журналист, искусствовед, культуролог и поэт. Был русским мусульманином и носил имя Джанна́т. Затем совершил иртидад, перешёл в старообрядчество, является заместителем руководителя Просветительского отдела Русской православной старообрядческой церкви.
Автор многочисленных публикаций по исламской тематике, в которых большое внимание уделяет культуре, диалогу цивилизаций и межконфессиональному взаимодействию. Известен как поэт, переводчик болгарской и узбекской поэзии.

## Биография
Родился 26 сентября 1955 года в Петропавловске-Камчатском. Отец — инженер, мать — фармацевт.
Окончил московскую специальную филологическую школу № 16 при МГУ имени М. В. Ломоносова.
В 1979 году окончил исторический факультет Московского государственного педагогического института имени Ленина.
Работал искусствоведом в музеях Москвы («Коломенское») и Звенигорода.. 
Интересовался религией, был учеником священника Александра Меня. 
В 1984 году был арестован по статье 190-прим УК РСФСР («Распространение заведомо ложных измышлений, порочащих советский государственный и общественный строй») по обвинению в «антисоветских высказываниях» и распространении религиозной литературы; был приговорен к 3 годам лишения свободы; отбывал заключение в Туве до 1986 года.
В 1990 году на «Радио России» основал цикл регулярных программ на религиозную тематику и возглавил отдел религиозных программ. Первоначально вёл православные передачи «Верую» и ежедневные «Евангельские чтения», прямые трансляции пасхальных и рождественских богослужений, а также культурологический вечерний эфир «Званый вечер». С 1995 года в эфир была запущена программа «Голос Ислама» (Саут уль-Ислам), которую Маркус вёл под псевдонимом «Андрей Хасанов».
В 2000—2006 года — ведущий радиопрограммы «Голос Ислама», «Насреддин. Об Исламе и не только…».
Совместно с заместителем председателя Совета муфтиев России Фаридом Асадуллиным в 2005 году подготовил конференцию «Ислам и христианство: на пути к диалогу». Мероприятие было посвящено 40-летию принятия на Втором Ватиканском соборе декларации Nostra aetate.
Тесно взаимодействует с иранскими и арабскими культурными центрами России и разными исламскими организациями.
В 2007 году получил должность сопредседателя Информационно-аналитического центра при Совете муфтиев России. В 2015 году получил должность советника по культуре председателя ДУМ РФ.
С 2014 года — главный редактор журнала и сайта «Исламская культура».
Является ответственным редактором исламского культурологического альманаха «Мавлид ан-Набий».
Руководитель отдела культуры Национальной организации русских мусульман.
Женат на Анне (Айне) Леон, которая является мусульманкой и работает в аппарате Совета муфтиев России.

## Религиозные взгляды
Был учеником православного священника Александра Меня. В 2000 году принял ислам и взял себе имя Джаннат (араб. جنّة‎ — рай). Совершил паломничество в Мекку.
По собственному признанию к принятию ислама его подтолкнула книга Али Вячеслава Полосина «Прямой путь к Богу», которую он прочитал «взахлёб за полночи». Кроме того он вспоминает следующее: «Наконец, последним эмоциональным толчком стала проведённая Патриархией канонизация Николая II как „царственного мученика“. Я был потрясён, что невежество и средневековые псевдомонархические мифы вновь оживают в XXI веке: ведь Н. А. Романов безвольно отрёкся от своего царственного и военного служения в разгар Мировой войны, предав тем самым законы Российской империи и честь офицера, не говоря уже о религиозном долге».
В настоящее время является старообрядцем и заместителем руководителя Просветительского отдела Русской православной старообрядческой церкви.

## Отзывы
Религиовед и исламовед Р. А. Силантьев отмечал, что «Сергея Маркуса можно считать классическим примером диссидента-либерала, который принял ислам из-за очарования арабской культурой и негативного отношения к политике Русской Православной Церкви». Также он отмечает, что работая в Совете муфтиев «Маркус, часто выступал с комментариями, критикуя с либеральных позиций российские власти, музеи и Церковь за исламофобию». Кроме того он указывает, что «Маркус пытался работать в сфере межрелигиозного диалога, однако из-за резких выпадов в адрес Русской Православной Церкви не слишком преуспел в этом направлении».

## Интересные факты
В 2011 году во время сноса здания Московской соборной мечети выступил в её защиту и посвятил культовому сооружению несколько своих стихотворений.

## Награды
- медаль Совета муфтиев России «За духовное единение» (2007).[3]

## Сочинения
- Маркус С. В. Тува: Словарь культуры. — М.: Академический проект, 2006. — 832 с. — (Summa). — 2000 экз. — ISBN 5-8291-0757-0. (Приложения: DVD — «Сшитые стрелы» — документальный фильм Л. Круглова; CD — Антология тувинской музыки)